# Лебон, Андре
Андре́ Лебо́н (фр. André Lebon; 26 августа 1859 года, Дьеп — 17 февраля 1938 года, Париж) — французский профессор истории и социального права; затем политик, и, наконец, предприниматель.

## Биография
Родился в 1859 году; был профессором в парижской школе социального права (École des sciences politiques); написал несколько работ по истории и конституционному праву. Со второй половины 1870-х годов ежегодно издавал под псевдонимом Андре Даниэль (Andre Daniel) обозрение событий во Франции «L’Année politique».
С 1893 года — член палаты депутатов, в которой он стоит на рубеже между умеренными республиканцами и радикалами. В 1895 году был министром торговли в кабинете Рибо.
В 1896—1898 годах был министром колоний в кабинете Мелена. Забаллотированный на общих выборах в 1898 году, он вышел из министерства.
В конце 1897 года объездил французские колонии в Африке, результатом чего явилась книга «Миссия в Сенегале и Судане» (Mission au Sénégal et au Soudan, Париж, 1898).
Во время процесса Дрейфуса в 1899 году был уличён в целом ряде жестокостей по отношению к узнику Чёртова острова, совершенных им в бытность министром колоний: в держании его в оковах, в недоставлении (по-видимому с ведома Мелена) его писем Бриссону и Лубе́ (президентам палаты и сената), в сообщении ему заведомо ложных сведений о его жене, в недопущении к нему жены и т. п.
Впоследствии сменил род занятий на администрирование различных капиталистических предприятий, став одним из первых политиков, перешедших в область частного предпринимательства, и одним из основных лидеров французского капитализма того времени.